# Bob Fulton
Pour les articles homonymes, voir Fulton.
Pas d'image ? Cliquez ici

a Compétitions nationales et continentales officielles uniquement.

b Matchs officiels uniquement.
Robert (Bob) Fulton, né le 1er décembre 1947 à Warrington, Angleterre et mort le 23 mai 2021, à Darlinghurst, Sydney, Australie, est un ancien joueur, un entraîneur et un commentateur de rugby à XIII australien évoluant au poste de centre dans les années 1960 et 1970. Il est considéré comme l'un des meilleurs centres de rugby à XIII de l'histoire. En 1985, il est introduit au temple de la renommée du sport australien puis en 2002, il est admis au temple de la renommée du rugby à XIII australien, il est également considéré comme l'un des sept Immortels. Il a effectué toute sa carrière à Manly Sea Eagles et Eastern Suburbs. Il a également été sélectionné en équipe d'Australie et aux New South Wales Blues.

## Palmarès

### En tant que joueur
- Collectif :
  - Vainqueur de la Coupe du monde : 1968, 1970 et 1975 (Australie).
  - Vainqueur du Championnat de Nouvelle-Galles du Sud : 1972, 1973 et 1976 (Manly-Warringah).
  - Vainqueur de la Coupe du monde : 1972 (Australie).
  - Finaliste du Championnat de Nouvelle-Galles du Sud : 1968 et 1970 (Manly-Warringah).
- Individuel :
  - Meilleur marqueur d'essais de la Coupe du monde : 1972 (Australie).
  - Meilleur marqueur d'essais du Championnat de Nouvelle-Galles du Sud : 1972, 1973 et 1976 (Manly-Warringah).

### En tant qu'entraîneur
- Collectif :
  - Vainqueur de la Coupe du monde : 1992 et 1995 (Australie).
  - Vainqueur du Championnat de Nouvelle-Galles du Sud : 1987 (Manly-Warringah).
  - Vainqueur de l'Australian Rugby League : 1996 (Manly-Warringah)..
  - Finaliste du Championnat de Nouvelle-Galles du Sud : 1980 (Eastern Suburbs) et 1983 (Manly-Warringah)..
  - Finaliste de l'Australian Rugby League : 1995 et 1997 (Manly-Warringah).
- Individuel :
  - Nommé meilleur entraîneur du Championnat de Nouvelle-Galles du Sud : 1981 (Eastern Suburbs) et 1983 (Manly-Warringah).